# William Swainson
William Swainson (8 d'octubre de 1789 – 6 de desembre de 1855) va ser un naturalista, ornitòleg i artista anglès.

## Biografia
Swainson va néixer al barri de St. Mary Newington, Londres. A l'edat de catorze anys va ser emprat a Liverpool. Va desenvolupar gran interès per la història natural estudiant col·leccions d'insectes.
Es va enrolar en l'exèrcit i va ser enviat a Sicília, però es va retirar per problemes de salut.
Swainson va viatjar per Brasil de 1816 a 1818, tornant a Anglaterra amb una col·lecció de més de 20.000 insectes, 1.200 espècies de plantes, els dibuixos de 120 espècies de peixos i aproximadament 760 descripcions d'ocells. El seu amic William Elford Leach el va animar perquè experimentés amb la litografia per al seu llibre Zoological Illustrations (Il·lustracions Zoològiques) (1820-23).
Tot i que el seu pare John Timothy va ser un dels fundadors de la Linnean Society, ell no en va ser membre i va haver de demanar un permís especial per poder accedir a les col·leccions, permís que finalement va obtenir el 1820. Quan Leach va ser obligat a deixar la seva plaça al Museu Britànic per problemes de salut, Swainson va intentar reemplaçar-lo, però el lloc li van donar a John George Children.
Swainson va continuar escrivint el seu llibre, que fou el més influent, anomenat Fauna Boreali-Americana (1831), del qual és coautor amb John Richardson. Va produir la segona sèrie de Zoological Illustrations (1832-33), tres volums de la Naturalist's Library (Biblioteca d'un Naturalista) de William Jardine i onze volums de l'enciclopèdia Lardner's Cabinet Cyclopedia, editat per Dionysius Lardner.
L'any 1841 va emigrar a Nova Zelanda per fer-se granger, però va fracassar, en part a causa de l'oposició local dels maoris. L'any 1851 va navegar a Sydney i va prendre el lloc d'agrimensor botànic en el govern de Victòria. Va fallar, aparentment a causa de la seva falta de coneixement de botànica. Va tornar a Nova Zelanda l'any 1855, on va morir.

## Obra destacada
- Swainson, William. National Library of Australia. Family papers (letters to John Parkes) (manuscrit), 1833-1848. (Correspondència amb el seu sogre, John Parkes i altres membres de la família)
- Swainson, William. A preliminary discourse on the study of natural history /.  London :: Printed for Longman, Rees, Orme, Brown, Green & Longman, and J. Taylor, 1834, p. 462. DOI 10.5962/bhl.title.10710. — Reimpressió de 2009:  A Preliminary Discourse on the Study of Natural History.  Cambridge: Cambridge University Press, 2009. ISBN 9780511694189.[Enllaç no actiu]

## Epònims
John James Audubon, amic de Swainson, el va recordar amb el nom específic del Limnothlypis swainsoniiuna espècie d'aus de la família Parulidae. Charles Lucien Bonaparte va denominar al falcó de Swainson, també en honor del seu cognom (Buteo swainsoni). Thomas Nuttall va donar el nom subespecífic Cathartus ustulatus swainsoni o tord de Swainson perquè va descriure diverses espècies, entre elles l'avui en perill d'extingir-se Carduelis cucullata.